# Акупунктурна точка
Акупунктурни точки (също наричани tsubo) са точки върху меридиан, които имат специфичен ефект върху енергията на меридиана или на органовата система. Акупунктурни точки са анатомични локации върху тялото, които са фокусът на акупунктурата, акупресурата, сонопунктурата и лазерното акупунктурно лечение. Има 1461 акупунктурни точки, които са разпределени по протежение на меридианите, заедно с други „екстра точки“, които не са асоциирани с определен меридиан. По-голяма част от изследванията, протичащи понастоящем върху положението на акупунктурните точки и механизми се извършват в Китай.